# Muriel de la Fuente
Muriel de la Fuente es un municipio y localidad española de la provincia de Soria, en la comunidad autónoma de Castilla y León. El término municipal tiene una población de 55 habitantes (INE 2024).

## Geografía

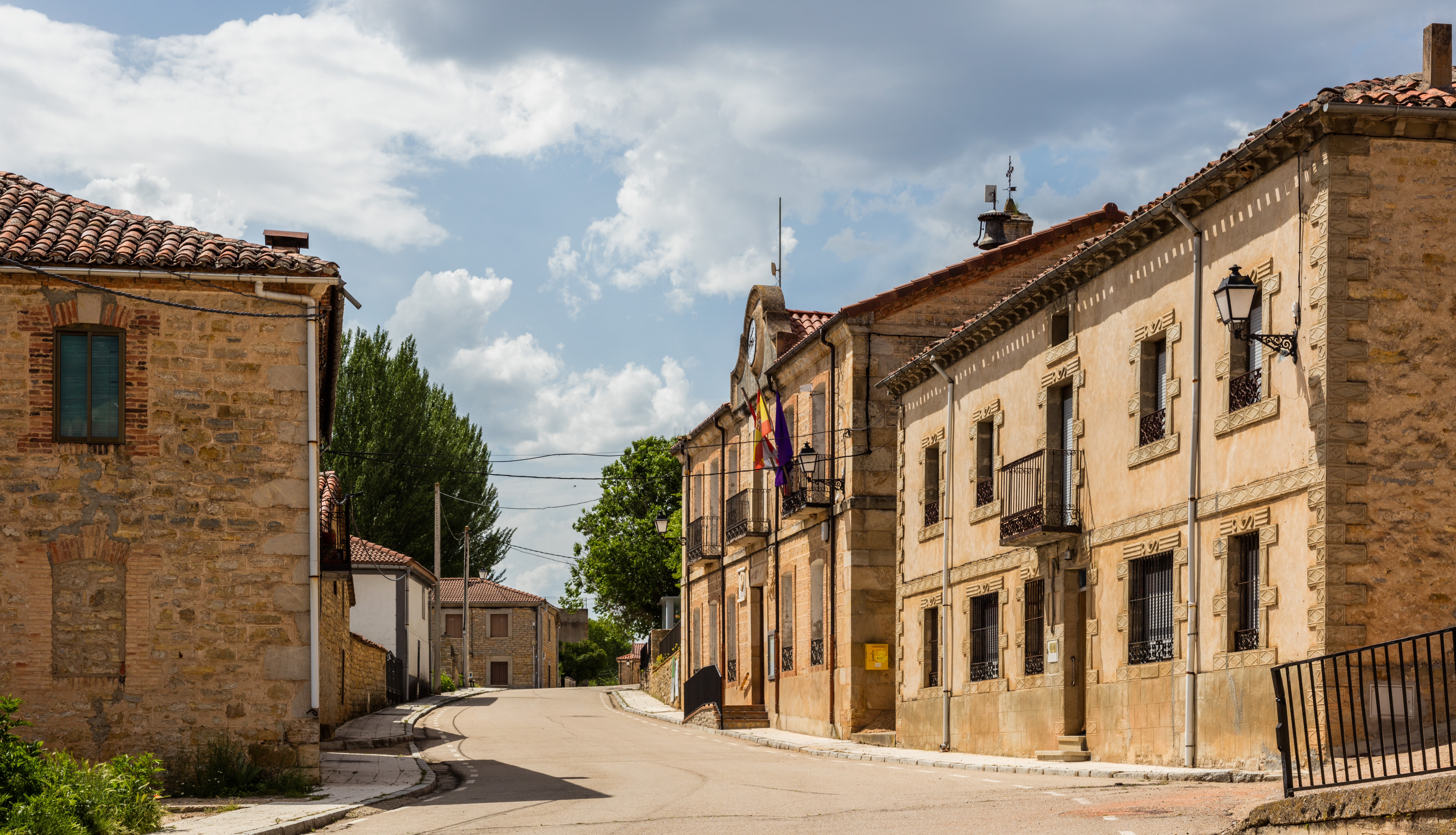
Vista de una calle de Muriel.

Muriel de la Fuente se encuentra situado al pie de un pequeño cerro que lo resguarda de los vientos del norte. Su altitud es de 1012 metros y en sus alrededores se intercalan zonas llanas dedicadas al cultivo de cereales y colinas cubiertas de pinos y enebros. Como característica principal de su geografía debemos destacar El Espacio Natural de "La Fuentona" en donde se encuentra el sifón más profundo de España y en el que mediante equipos de buceo especiales han llegado a descender hasta los 100 metros de profundidad. Este lugar, por sus valores naturales y ecológicos, fue declarado Monumento Nacional a finales de los años 90. En los alrededores de la Fuentona se encuentran diferenciadas dos unidades paisajísticas: la Hoz del río Abión con vegetación muy abundante sobre un relieve llano, y, por otra parte, las cumbres de las lomas con un relieve abrupto desde donde se poseen unas excelentes vistas panorámicas
Está muy próxima a Calatañazor y a 30 minutos de la capital. Dispone de varias casas de turismo rural.
Pertenece al partido judicial de El Burgo de Osma y a la comarca de Pinares. Desde el punto de vista jerárquico de la Iglesia católica forma parte de la Diócesis de Osma la cual, a su vez, pertenece a la Archidiócesis de Burgos.

### Medio ambiente

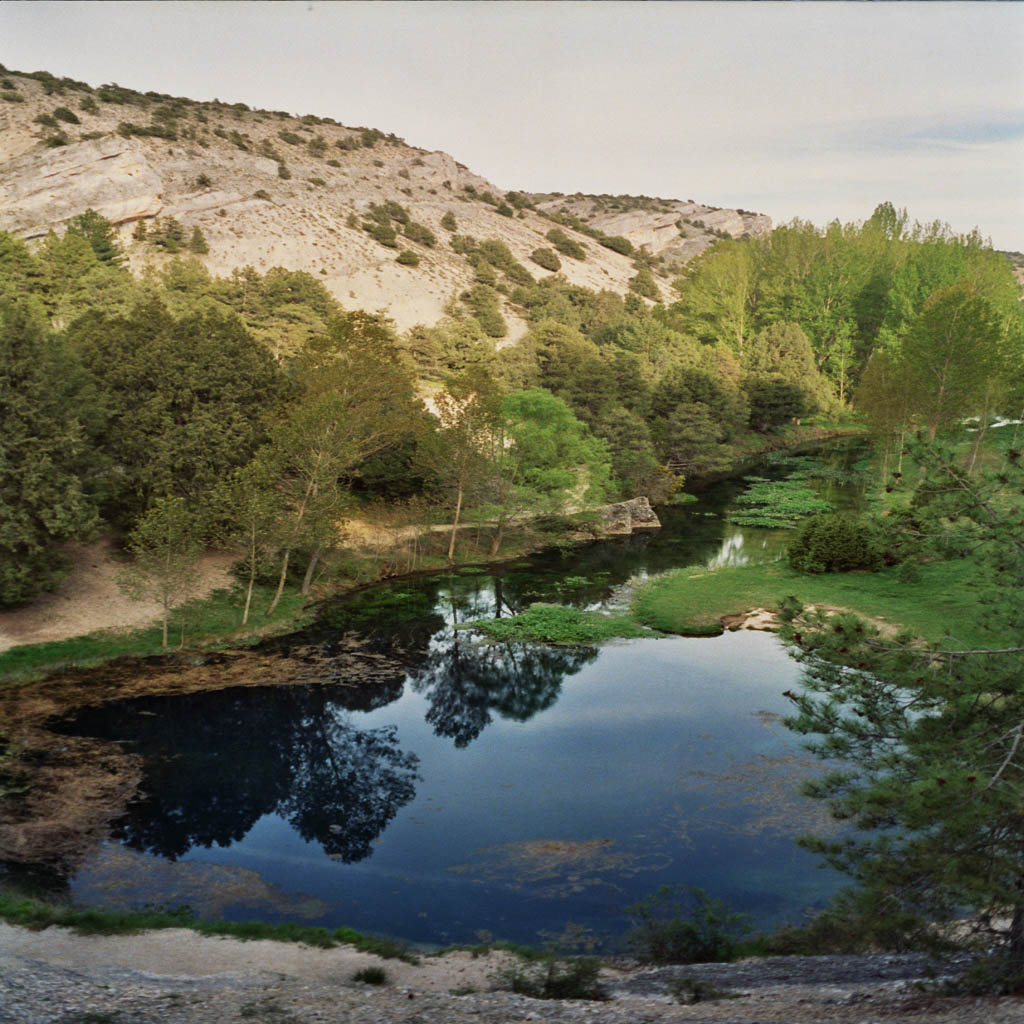
La Fuentona: nacimiento del río Abión

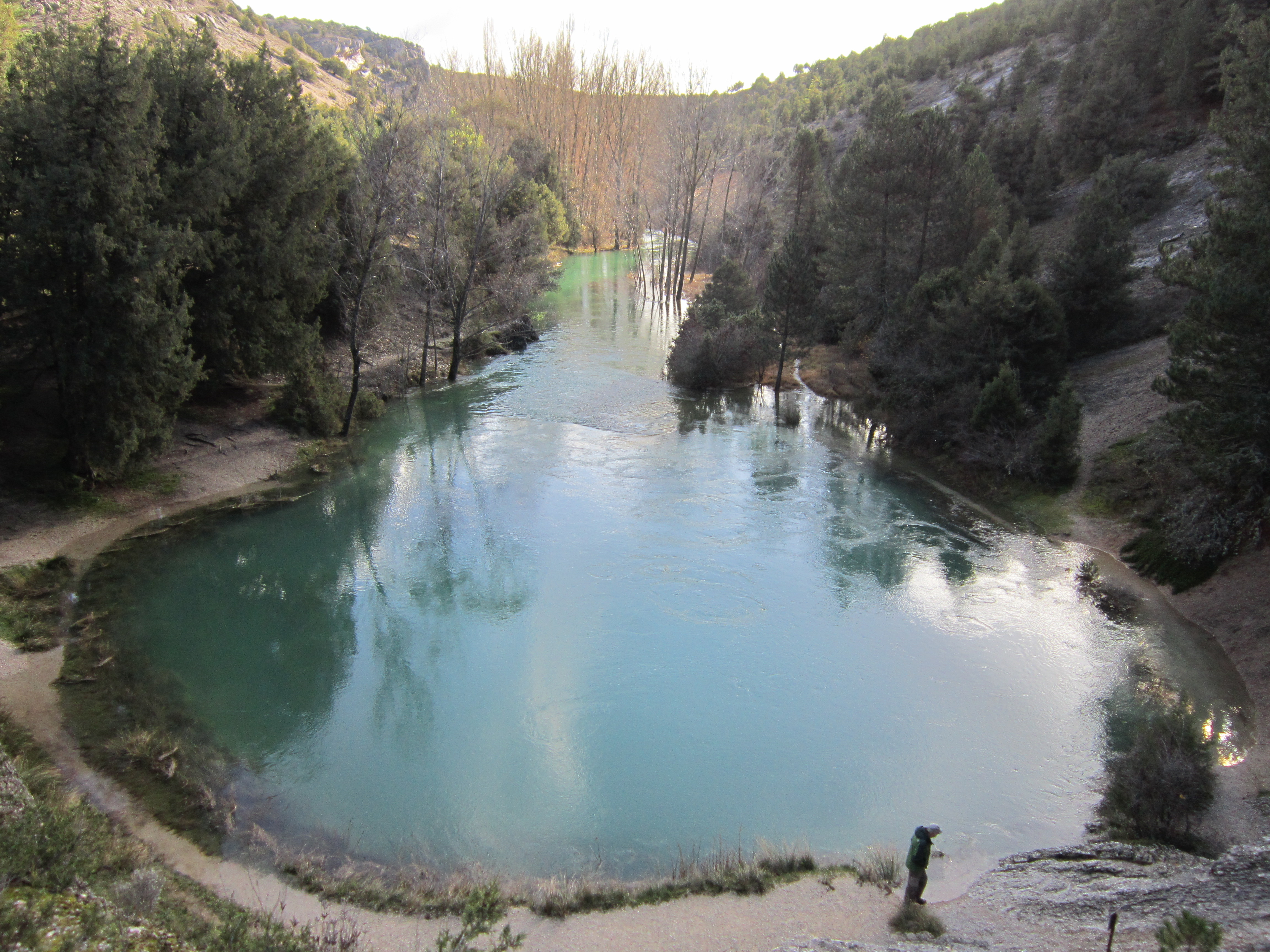
Surgencia de la Fuentona

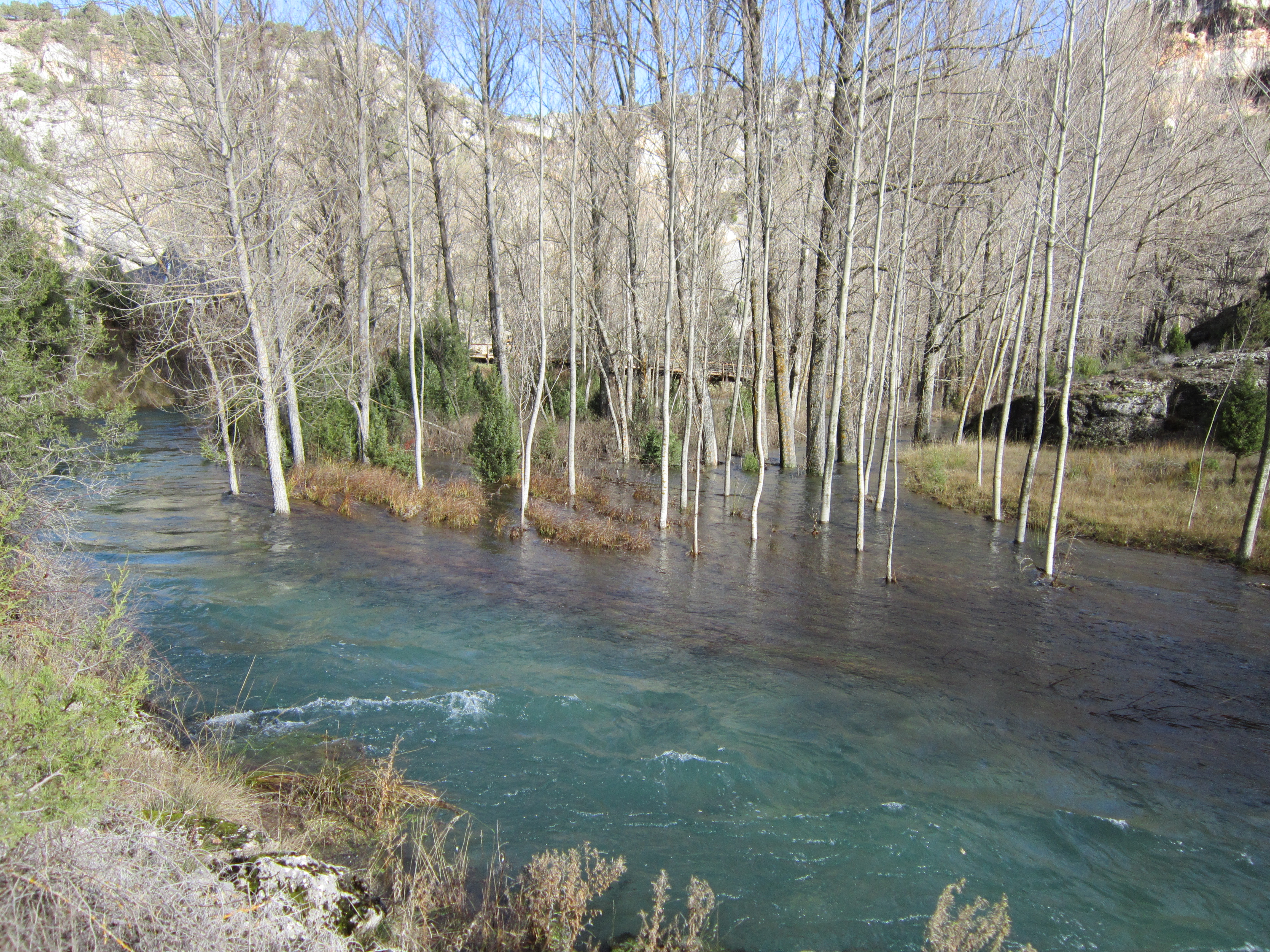
Curso del Río Abión

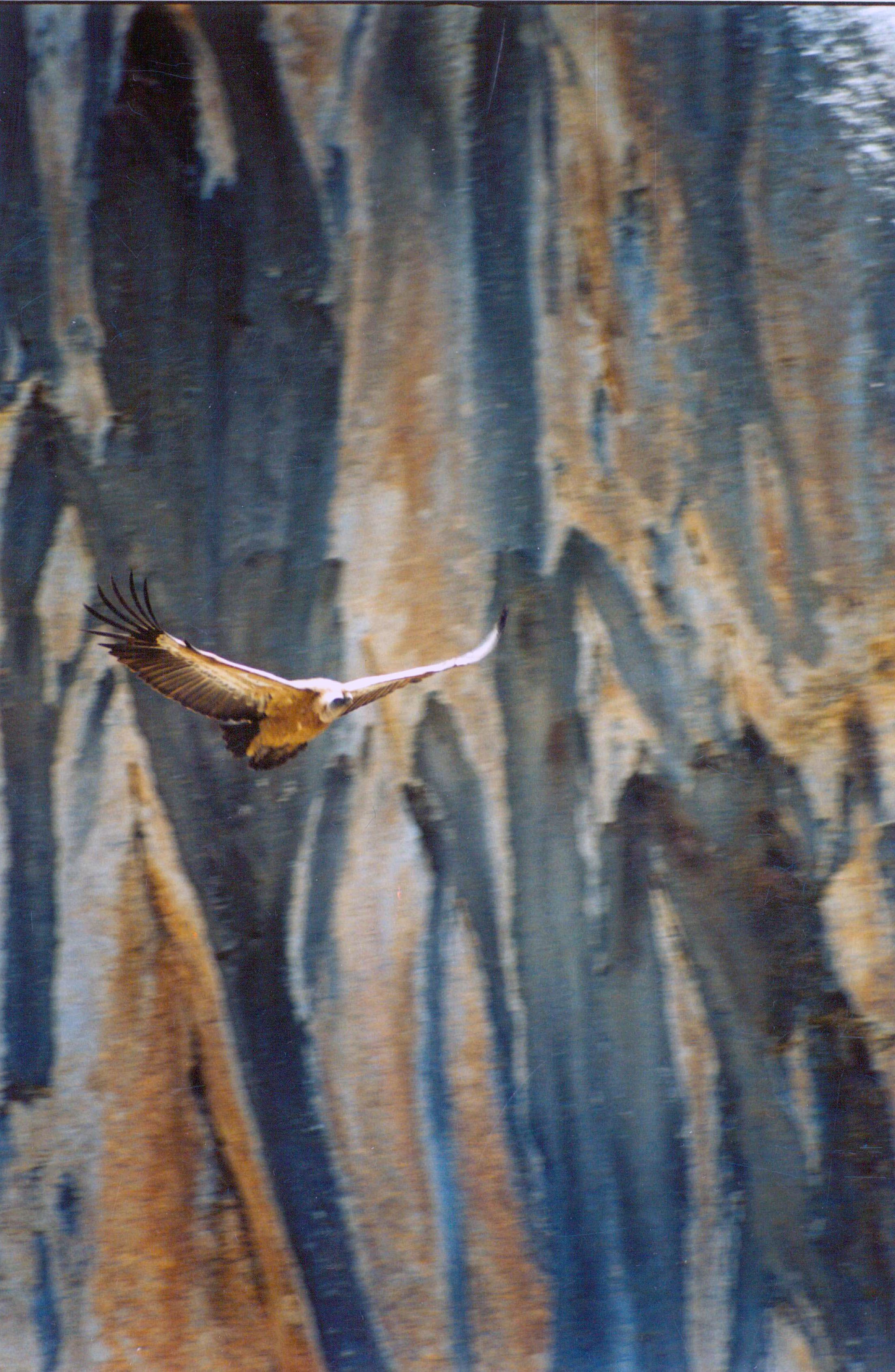
Murallones rocosos son el hábitat ideal para aves rapaces

En Muriel de la Fuente existen varias zonas muy diferentes en cuanto a su vegetación. A destacar las siguientes:
- Los bosques de sabina albar cubren la zona de páramo formada por rocas calizas en cuyo subsuelo se asienta el acuífero del que surge el manantial de La Fuentona.
- La hoz del río Abión en donde se mezclan chopos, sauces, juncos, berros, nenúfares y multitud de plantas acuáticas que se desarrollan semisumergidas en las aguas de este río.
- Los bosques de pinos silvestres, que crecen en terrenos arenosos.

La fauna es también muy variada dados los distintos hábitats existentes. La trucha común, la nutria, infinidad de anfibios y reptiles que viven en las orillas del río, las aves rapaces que habitan en las rocas que circundan el valle, petirrojos, mirlos, zorzales y un sinfín de aves son especies características de estos lugares.
En su término e incluidos en la Red Natura 2000 los siguientes lugares:
- Lugar de Interés Comunitario conocido como Riberas del Río Duero y afluentes, ocupando 6 hectáreas, el 2 % de su término.[2]
- Lugar de Interés Comunitario conocido como Sabinares Sierra de Cabrejas, ocupando 520 hectáreas, el 46 % de su término.[3]

## Historia
En varios lugares cercanos al pueblo se han encontrado vestigios y restos de asentamientos humanos estables. Los más antiguos son los encontrados a principios de los noventa en las cavidades de La cueva Maja. Grabados en la roca, adornos, objetos de huesos, se han datado en la Edad de Bronce Antiguo (2200-1900 años a. C.). A lo largo de los siglos XI y XII aparecen varias referencias escritas relativas a los deslindes entre distintas propiedades en las que se menciona a “Murellum” o “Muriello” como lugar perteneciente a uno u otro término. De esta época es la talla de la Virgen del Valle patrona de Muriel de la Fuente.
Muriel de la Fuente perteneció al señorío episcopal del Burgo de Osma hasta la segunda mitad del siglo XVII. En aquella época, la Corona no podía hacer frente a los gastos del imperio y decidió entonces poner a la venta algunos señoríos pertenecientes a la Iglesia. Tal fue el caso de la Merindad de Solpeña formada por las villas de Cubilla, Talveila, Muriel Viejo y Muriel de la Fuente, del obispado de Osma, que fue comprada por Don Juan Alonso de Vinuesa en 1580. De esta época es el Rollo, columna de madera rematada con una cruz que daba categoría de villa y por tanto jurisdicción propia sobre determinados asuntos.
Por el catastro del marqués de la Ensenada (1751) sabemos que la villa de Muriel tenía rango de señorío y que pertenecía a D. Juan de Vinuesa y Torres de Ocampo. Años después este señorío, pasó de la familia de los Vinuesa a la marquesa de Velamazán y posteriormente, a los condes de Santa Coloma. Muestra de esta época es el palacio que una vez reconstruido es actualmente la sede del centro de interpretación de la Naturaleza del espacio Natural de La Fuentona.
En el censo de 1879, ordenado por el conde de Floridablanca, figuraba como villa del partido de Merindad de Solpeña en la intendencia de Soria, con jurisdicción de señorío y bajo la autoridad del alcalde ordinario de señorío, nombrado por el marqués de Badillo. Contaba entonces con 140 habitantes.
A la caída del Antiguo Régimen la localidad se constituye en municipio constitucional en la región de Castilla la Vieja, partido de El Burgo de Osma que en el censo de 1842 contaba con 43 hogares y 170 vecinos.

## Demografía
Cuenta con una población de 55 habitantes (INE 2024).
| Gráfica de evolución demográfica de Muriel de la Fuente entre 1842 y 2021                                             |
| |
| Población de derecho según los censos de población del INE. Población de hecho según los censos de población del INE. |

## Patrimonio

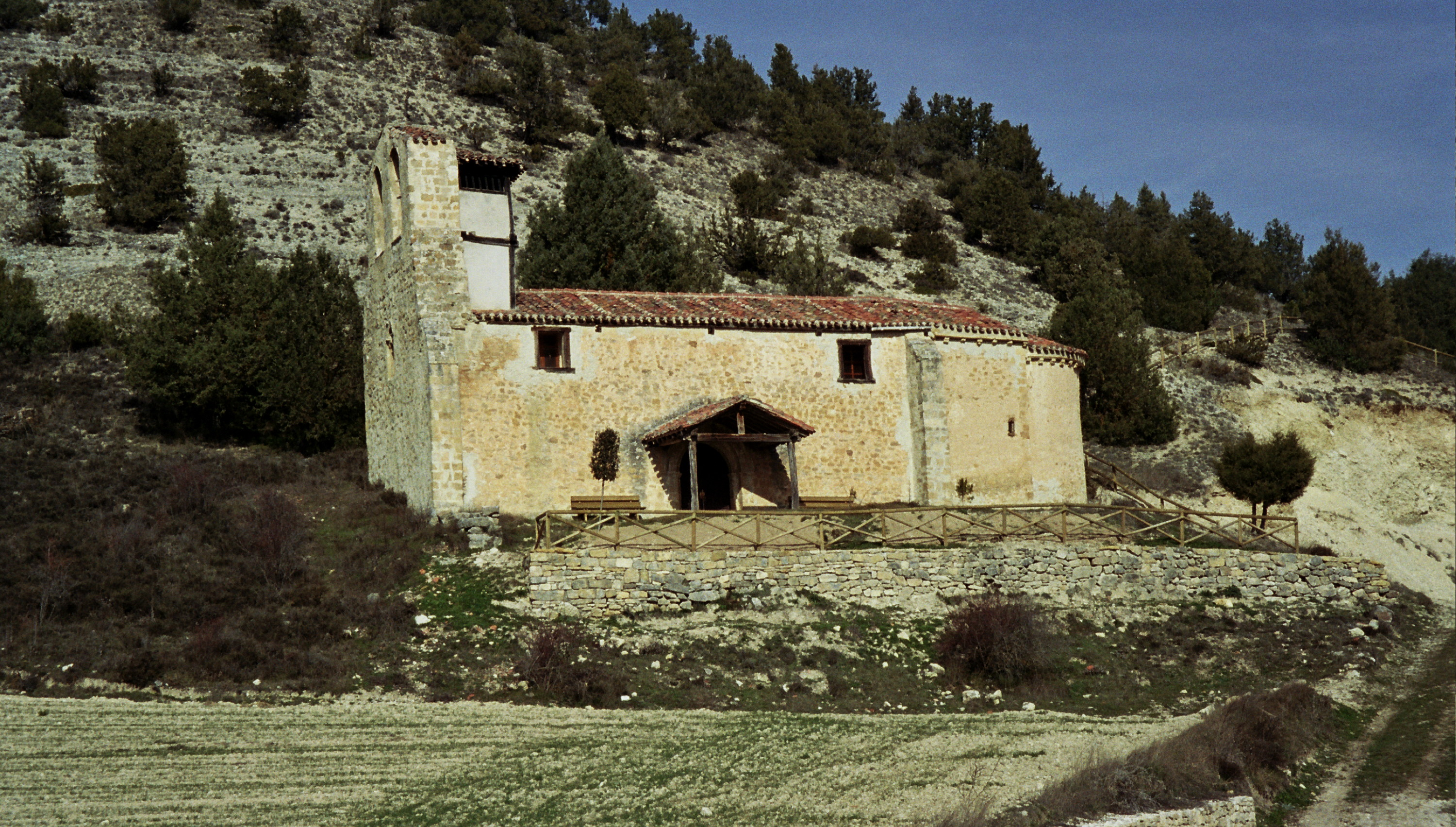
Ermita del Valle

A las afueras de la población se encuentra la "Ermita de la Virgen del Valle", románica de mediados del siglo XII. Consta de una nave, presbiterio recto y ábside de tambor. La portada, sencilla, se encuentra en el lado meridional y una espadaña, en la que se encuentra un ventanal con capiteles, en el occidental.

## Fiestas y tradiciones

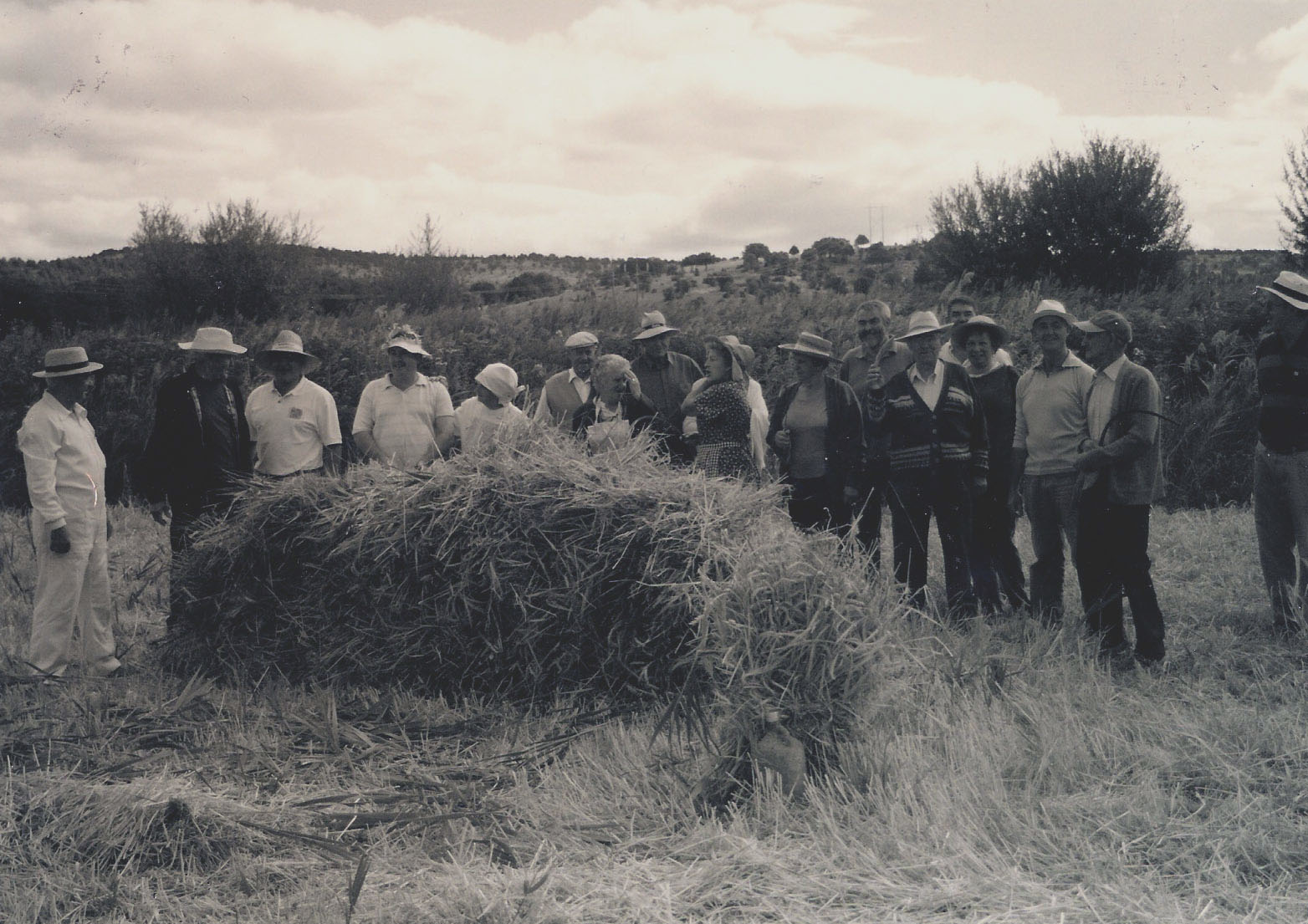
La siega: Uno de los trabajos típicos de antaño

La fiesta mayor del pueblo coincidía con festividad del patrón: San Nicolás de Bari. Se celebraba el 16 de septiembre una vez que se habían terminado las faenas del campo propias del verano. Actualmente esta fiesta se ha adelantado al último fin de semana de agosto. La patrona del pueblo es la Virgen del Valle y su fiesta se celebra el día 3 de mayo. En ambas fiestas se realizan tradicionales procesiones desde la iglesia del pueblo hasta la ermita situada a la entrada del valle que conduce hasta La Fuentona. Mientras duran las procesiones las campanas no dejas de ser volteadas por los jóvenes del pueblo
Muchas son las tradiciones implantadas en el pueblo de Muriel de la Fuente. Como más características podemos mencionar “ La petición de la gallofa” consistente en que los mozos en primavera tenían que limpiar el tramo del río que las mujeres utilizaban para lavar la ropa. Una vez limpiado pedían por todas las casas y las mujeres en agradecimiento les daban comida o dinero con lo que preparaban una fiesta al son de la gaita y el tamboril. Otra tradición era “ La cantada de Albadas” y consistía en que cuando había una boda los novios tenían que invitar a cenar a los mozos para después cantarles una serie canciones llenas de buenos consejos y recomendaciones para la buena armonía de la pareja. Por último mencionamos también “La entrada de vecino” costumbre muy arraigada en los pueblos de Pinares mediante la cual el nuevo vecino tenía derecho a una serie de ventajas tales como derecho a la corta de leña, derecho a tener animales en el soto comunal, derecho a una cantidad determinada de m³ de madera, etc.